# Lyssomanes romani
Lyssomanes romani là một loài nhện trong họ Salticidae.
Loài này thuộc chi Lyssomanes. Lyssomanes romani được Dmitri Viktorovich Logunov miêu tả năm 2000.